# Vart tog den söta lilla flickan vägen?
Vart tog den söta lilla flickan vägen? är en hiphoplåt av Just D från albumet Tre Amigos. Listhiten aktualiserade problematiken kring så kallad sampling då vissa delar inspirerades av Owe Thörnqvists Loppan med dess refräng Vart tog den stygga lilla loppan vägen?. Låten Loppan är i sin tur inspirerad av Jamaica-hiten Where Did The Naughty Little Flea Go?.